# Christian Haller
Christian Haller (ur. 28 października 1989) – szwajcarski snowboardzista. Zajął 11. miejsce w half-pipe'ie na igrzyskach w Soczi. Na mistrzostwach świata najlepszy wynik uzyskał na mistrzostwach w Stoneham, gdzie zajął 4, miejsce w half-pipe'ie. Najlepsze wyniki w Pucharze Świata osiągnął w sezonie 2011/2012, kiedy to zajął 21, miejsce w klasyfikacji generalnej (AFU), a w klasyfikacji halfpipe’u był 11. Jest brązowym medalistą mistrzostw świata juniorów w halfpipe’ie z 2010 r.
Christian jest młodszym bratem Ursiny Haller, która również uprawia snowboarding.

## Sukcesy

### Igrzyska olimpijskie
| Miejsce | Dzień     | Rok  | Miejscowość | Konkurencja | Zwycięzca           |
| ------- | --------- | ---- | ----------- | ----------- | ------------------- |
| 36.     | 17 lutego | 2010 | Vancouver   | Halfpipe    | Shaun White         |
| 11.     | 11 lutego | 2014 | Soczi       | Halfpipe    | Iouri Podladtchikov |

### Mistrzostwa świata
| Miejsce | Dzień       | Rok  | Miejscowość | Konkurencja | Zwycięzca           |
| ------- | ----------- | ---- | ----------- | ----------- | ------------------- |
| 17.     | 19 stycznia | 2007 | Arosa       | Big Air     | Mathieu Crepel      |
| 19.     | 20 stycznia | 2007 | Arosa       | Halfpipe    | Mathieu Crepel      |
| 7.      | 23 stycznia | 2009 | Gangwon     | Halfpipe    | Ryō Aono            |
| 33.     | 24 stycznia | 2009 | Gangwon     | Big Air     | Markku Koski        |
| 4.      | 20 stycznia | 2011 | La Molina   | Halfpipe    | Nathan Johnstone    |
| 4.      | 20 stycznia | 2013 | Stoneham    | Halfpipe    | Iouri Podladtchikov |

### Puchar Świata

#### Miejsca w klasyfikacji generalnej
- 2004/2005 – -
- 2005/2006 – 236.
- 2006/2007 – 47.
- 2007/2008 – 103.
- 2008/2009 – 65.
- 2009/2010 – 121.
  - AFU[2]
- 2010/2011 – 75.
- 2011/2012 – 21.
- 2012/2013 – 42.
- 2013/2014 –

#### Miejsca na podium
1. Saas-Fee – 2 listopada 2007 (Halfpipe) – 3. miejsce
2. Cardrona – 24 sierpnia 2013 (Halfpipe) – 3. miejsce